# 婁宿 (弘治進士)
婁宿（1458年—？），字拱辰，浙江杭州府仁和縣人，軍籍，明朝政治人物。

## 生平
浙江鄉試第十七名舉人。弘治六年（1493年）中式癸丑科會試第一百七十七名，二甲第六十四名進士。

## 家族
曾祖婁興業；祖父婁忠；父婁達，母周氏。具庆下。